# John Hughes (regista)
John Wilden Hughes Jr. (Lansing, 18 febbraio 1950 – New York, 6 agosto 2009) è stato un regista, sceneggiatore e produttore cinematografico statunitense, pioniere delle pellicole a tema adolescenziale e principale regista legato al cosiddetto Brat Pack.

## Biografia
Nato nel Michigan, si diplomò nel 1968 alla Glenbrook North High School. Iniziò la sua carriera come redattore di testi pubblicitari a Chicago. Debuttò come sceneggiatore nel 1982 con la commedia Riunione di classe e in seguito curò le sceneggiature di diversi film National Lampoon. Nel 1984 debuttò alla regia con la commedia adolescenziale Sixteen Candles - Un compleanno da ricordare, seguito da altre generazionali come Breakfast Club (1985) e La donna esplosiva (1985).
In seguito scrisse per film destinati a diventare dei classici della commedia anni ottanta statunitense, come Una pazza giornata di vacanza (1986), Bella in rosa (1986) e Un meraviglioso batticuore (1987). Specializzatosi in commedie, diresse John Candy in Un biglietto in due (1987) e Io e zio Buck (1989), mentre nel 1990 fu autore della sceneggiatura di Mamma, ho perso l'aereo. Dopo questo successo, diresse il suo ultimo film, La tenera canaglia (1991), per poi ritirarsi a vita privata e lavorare esclusivamente come sceneggiatore.
Nel 1995, insieme al dirigente e produttore Ricardo Mestres, fondò la casa di produzione Great Oaks. Lo studio, situato a Los Angeles, in California, ha le sue origini nelle due precedenti compagnie dei fondatori: la Hughes Entertainment e la Ricardo Mestres Productions. Secondo i piani originari, la Great Oaks avrebbe dovuto produrre nel primo periodo dodici pellicole, attraverso tre studi cinematografici, oltre che una miniserie televisiva da 13 episodi per la NBC.
Tuttavia, gli sforzi della Great Oaks produssero soltanto due dei progetti previsti, ovvero La carica dei 101 - Questa volta la magia è vera (1996) e Flubber - Un professore tra le nuvole (1997), entrambi sotto la supervisione dello stesso Hughes, per poi chiudere i battenti nel 1998, dopo soli tre anni di attività. Negli anni seguenti scrisse i film Beethoven (1992), Dennis la minaccia (1993), La carica dei 101 - Questa volta la magia è vera (1996), Flubber - Un professore tra le nuvole (1997), Un amore a 5 stelle (2002) e molti altri.
Dopo una lunga pausa, iniziata nel 2003, nel 2008 tornò a scrivere collaborando alla sceneggiatura di Drillbit Taylor - Bodyguard in saldo, rimasta la sua ultima. A volte scriveva le sceneggiature sotto lo pseudonimo Edmond Dantès, come il protagonista de Il conte di Montecristo di Alexandre Dumas.
Il regista, che ebbe due figli, James Hughes, sceneggiatore, e John Hughes III, musicista, entrambi avuti dalla moglie Nancy Ludwig Hughes (sposata nel 1970), morì all'età di 59 anni il 6 agosto 2009 per un attacco cardiaco che lo colpì mentre si trovava a New York in visita a parenti e amici.

## Omaggi
A lui sono state dedicate numerose puntate di serie e programmi televisivi, tra cui l'episodio pilota della serie statunitense Community, la puntata 2X07 di The Grand Tour, la puntata 4X13 della serie TV Cougar Town e la puntata 7X15 della serie One Tree Hill, la puntata 2x14 della serie TV The Goldbergs, ne il film Pokémon: Detective Pikachu.

## Filmografia

### Regista
- Sixteen Candles - Un compleanno da ricordare (Sixteen Candles) (1984)
- Breakfast Club (The Breakfast Club) (1985)
- La donna esplosiva (Weird Science) (1985)
- Una pazza giornata di vacanza (Ferris Bueller's Day Off) (1986)
- Un biglietto in due (Planes, Trains & Automobiles) (1987)
- Un amore rinnovato (She's Having a Baby) (1988)
- Io e zio Buck (Uncle Buck) (1989)
- La tenera canaglia (Curly Sue) (1991)

### Sceneggiatore
- Il segreto di Nikola Tesla (Tajna Nikole Tesle), regia di Krsto Papić (1980)
- Riunione di classe (National Lampoon's Class Reunion) (1982)
- Mister Mamma (Mr. Mom) (1983)
- National Lampoon's Vacation (1983)
- Nate and Hayes (1983)
- Sixteen Candles - Un compleanno da ricordare (Sixteen Candles) (1984)
- Breakfast Club (The Breakfast Club) (1985)
- Ma guarda un po' 'sti americani (National Lampoon's European Vacation) (1985)
- La donna esplosiva (Weird Science) (1985)
- Bella in rosa (Pretty in Pink) (1986)
- Una pazza giornata di vacanza (Ferris Bueller's Day Off) (1986)
- Un meraviglioso batticuore (Some Kind of Wonderful) (1987)
- Un biglietto in due (Planes, Trains & Automobiles) (1987)
- Un amore rinnovato (She's Having a Baby) (1988)
- Non è stata una vacanza... è stata una guerra! (The Great Outdoors) (1988)
- Io e zio Buck (Uncle Buck) (1989)
- Un Natale esplosivo (National Lampoon's Christmas Vacation) (1989)
- Mamma, ho perso l'aereo (Home Alone) (1990)
- Tutto può accadere (Career Opportunities) (1991)
- Dutch è molto meglio di papà (Dutch) (1991)
- La tenera canaglia (Curly Sue) (1991)
- Beethoven (1992) - come Edmond Dantès
- Mamma, ho riperso l'aereo: mi sono smarrito a New York (Home Alone 2: Lost in New York) (1992)
- Dennis la minaccia (Dennis the Menace) (1993)
- Beethoven 2 (Beethoven's 2nd) (1993) - come Edmond Dantès
- Baby Birba - Un giorno in libertà (Baby's Day Out) (1994)
- Miracolo nella 34ª strada (Miracle on 34th Street) (1994)
- La carica dei 101 - Questa volta la magia è vera (101 Dalmatians) (1996)
- Flubber - Un professore tra le nuvole (Flubber) (1997)
- Mamma, ho preso il morbillo (Home Alone 3) (1997)
- Reach the Rock (1998)
- L'ultimo guerriero (Just Visiting) (2001)
- Un amore a 5 stelle (Maid in Manhattan) (2002) - come Edmond Dantès
- Drillbit Taylor - Bodyguard in saldo (2008) - come Edmond Dantès